# Saison 5 de PJ
Chronologie
Saison 4 de PJ Saison 6 de PJ
Cet article présente le guide des épisodes de la saison 5 de la série télévisée PJ.

## Épisode 1:Inceste
- Numéro : 37 (5.1)
- Scénariste : Claire Lemaréchal
- Réalisateur : Benoît d'Aubert
- Première diffusion : 
  -  France : 13 avril 2001 sur France 2
- Invités : Christof Veillon : Michel Meurteaux, Annie Mercier : Madame André, Nathalie Bleynie : Madame Robert, Henri De Lorme : Stéphane, François Creton : Francis, Dimitri Rougeul : Florent, Sylvain Thoirey : Alexandre, Tomer Sisley : Said, François Viaur : Armand Billard, Pascal Galaska : le gardien du parc, Fabienne Mai : la vieille dame au canari, Chantal Baroin : une bleue
- Résumé : À la suite de l'agression d'un client dans un bistrot, Vincent organise une planque devant l'établissement qu'il soupçonne être le théâtre d'un racket organisé. Entretemps, une femme porte plainte contre son ex-mari actuellement remarié, qu'elle accuse d'attouchements sur leur fils Florent, jeune adolescent de quatorze ans. Interrogé, le garçon confirme. Franck et Agathe auditionnent alors la nouvelle famille du père. Or l'homme a tout du citoyen honnête auquel personne ne connaît de penchants pédophiles. Au commissariat, une vieille dame porte plainte pour le vol de son canari.

## Épisode 2:Fausse Qualité
- Numéro : 38 (5.2)
- Scénariste : Claire Lemaréchal
- Réalisateur : Benoît d'Aubert
- Première diffusion : 
  -  France : 20 avril 2001 sur France 2
- Invités : Jean-Claude Bolle-Reddat : Bastout, Virginie Caliari : Fausse femme flic, Jean-François Fagour : Charlie, Frédéric Kontogom : ABK, Mathias Mlekuz : Guido, Sylvie Flepp : la secrétaire de Bastout
- Résumé : Un jeune rappeur est agressé par un membre de sa bande, mais refuse de porter plainte. La police est obligée de relâcher le prévenu, faute de preuves. Une dame âgée vient récupérer au poste des objets de valeur que les policiers n'ont en fait jamais eues en leur possession. Il semble s'agir d'un groupe de faux chauffagistes et de faux policiers dévalisant en douce des personnes âgées et isolées. Vincent et Bernard tentent de faire la lumière sur cette affaire. Agathe apprend que le rappeur a subi une nouvelle agression et a été retrouvé grièvement blessé.

## Épisode 3:La Rumeur
- Numéro : 39 (5.3)
- Scénariste : Laurent Vivier
- Réalisateur : Gérard Vergez
- Première diffusion : 
  -  France : 27 avril 2001 sur France 2
- Invités : Pierre Aussedat : Jean Calder, Christophe Rouzaud : Mongins
- Résumé : À la suite de la disparition de sa femme, un certain Durieux accuse son voisin Berthier, auteur d'un assassinat trente ans plus tôt, de l'avoir tuée. Il est interrogé par Bernard et Agathe. Bernard, imbibé d'alcool, se distingue par la violence de son interrogatoire et quitte le commissariat après avoir blessé le suspect. La meilleure amie de la disparue ignore où elle se trouve et accuse Durieux de violences répétées. Mais la rumeur se répand et tout le monde finit par croire à la culpabilité du voisin qui clame son innocence. Par ailleurs, un jeune ado attaque un prêtre, l'abbé Brunet, à coups de crucifix. Il le rend responsable de la mort de son frère asthmatique. Franck et Chloé découvrent que, sous prétexte de former des hommes forts, le prêtre maltraite les enfants qui lui sont confiés.

## Épisode 4:Strip-tease
- Numéro : 40 (5.4)
- Scénariste : Bernard Jeanjean
- Réalisateur : Gérard Vergez
- Première diffusion : 
  -  France : 4 mai 2001 sur France 2
- Invités : Alain Cauchi : Levasseur, Martine Guillaud : Véronique, Marie Berto : Claire Masson
- Résumé : Agathe et Bernard prennent la déposition d'une jeune femme qui a été agressée et violée dans un parking. Elle déclare faire des ménages, mais les policiers découvrent rapidement qu'elle travaille en fait dans un peep-show, à l'insu de son mari. Les recherches s'orientent alors vers les clients de cet établissement. Cependant Alain et Chloé s'occupent de l'affaire d'un homme qui accuse son garagiste de détériorer volontairement son véhicule. De plus Meurteaux a récupéré Bernard dans un autre poste de police, où il a été conduit pour ébriété sur la voie publique.

## Épisode 5:La Fugue
- Numéro : 41 (5.5)
- Scénariste : Jean-Luc Nivaggioni
- Réalisateur : Gérard Vergez
- Première diffusion : 
  -  France : 11 mai 2001 sur France 2
- Invitée : Antoinette Moya : Liliane Verdier
- Résumé : Chloé et Vincent tentent de retrouver un livreur. Celui-ci a tabassé un homme au moyen d'une barre de fer, pour une place de parking. La victime est dans un état très grave, son épouse enceinte a aussi reçu un coup sur le front. De leur côté, Franck et Agathe se chargent de l'affaire d'un jeune garçon qui erre dans la gare du Nord. Élevé par sa grand-mère, il est à la recherche de sa mère. Les policiers découvrent que la femme a refait sa vie entretemps et a abandonné l'enfant. Sur ce, l'enfant fugue à nouveau. Entretemps, Alain et Bernard ouvrent par erreur un thermos de sperme, croyant à un colis piégé.

## Épisode 6:Coupable
- Numéro : 42 (5.6)
- Scénariste : Gilles-Yves Caro
- Réalisateur : Gérard Vergez
- Première diffusion : 
  -  France : 18 mai 2001 sur France 2
- Invités : Julien Cafaro : Antoine Couturier, Sophie-Charlotte Husson : Hélène Faugier, Jean-Louis Tribes : Jean-Paul Guérin
- Résumé : Une femme a été électrocutée et se retrouve dans un état grave après avoir voulu recharger la batterie de sa voiture. La police soupçonne son mari d'avoir saboté l'appareil. Celui-ci fait un coupable idéal car il n'arrête pas de mentir et a imité la signature de sa femme pour obtenir un prêt. Vincent et Bernard enquêtent. Pendant ce temps, une plainte pour harcèlement sexuel dans une auto-école pousse Agathe à s'inscrire dans l'auto-école en question.

## Épisode 7:Enlèvement
- Numéro : 43 (5.7)
- Scénaristes : Fabienne Facco et Armelle Robert
- Réalisateur : Gérard Vergez
- Première diffusion : 
  -  France : 26 octobre 2001 sur France 2
- Invités : Wilfred Benaïche : Jean-Laurent Rodier, Gérard Dessalles : M. Thiébaut
- Résumé : Une femme battue, accompagnée de sa fille, vient s'accuser du meurtre de son mari. Vincent, Alain et Bernard s'en occupent. D'autre part, un nouveau-né a été enlevé dans une maternité. Agathe et Franck sont chargés de l'affaire. Au cours de leurs investigations, les soupçons s'orientent rapidement vers la cousine de la mère qui a visité celle-ci tous les jours depuis l'accouchement : Anne-Marie Rodier. Enfin, un exhibitionniste, voisin du commissariat, met le quartier en émoi, par ses bruyants ébats avec son épouse, fenêtres grandes ouvertes.

## Épisode 8:Chantage
- Numéro : 44 (5.8)
- Scénaristes : Christiane Lebrima, Élise Otzenberger et Paula de Oliveira
- Réalisateur : Gérard Vergez
- Première diffusion : 
  -  France : 2 novembre 2001 sur France 2
- Invités :
- Résumé : Bernard et Chloé reçoivent la plainte d'une jeune femme, professeur de piano et maîtresse d'un photographe. L'épouse de celui-ci, propriétaire d'un salon de coiffure, a placardé dans le couloir de l'école des photos très compromettantes de sa rivale, et prises par son époux. Le maire, submergé d'appels de parents d'élèves, leur demande d'agir. Pendant ce temps, Agathe et Franck s'occupent d'un plombier retrouvé inconscient dans sa camionnette. Ils se rendent à l'adresse de sa dernière réparation et y trouvent une jeune fille de 17 ans qui leur confie que l'homme a tenté de la violer. Des traces de tentative de pénétration sont visibles. Mais l'affaire ne semble pas si simple...

## Épisode 9:Enfant battu
- Numéro : 45 (5.9)
- Scénaristes : Robin Barataud et Jean Reynard
- Réalisateur : Christian Bonnet
- Première diffusion : 
  -  France : 9 novembre 2001 sur France 2
- Invités : François Levantal : Thierry Carvenne, Marie-Philomène Nga : la femme de Bakayoko, Igor Skreblin : livreur animal
- Résumé : Une fillette de 10 ans, Alysson, se présente au commissariat avec son petit frère, Freddy, couvert d'ecchymoses. Elle explique que le garçonnet a subi une agression sur le chemin de l'école. On soupçonne deux très jeunes racketteurs. Mais Allyson finit par avouer que l'enfant ne va pas à l'école. À l'hôpital, où l'enfant est aussitôt conduit par Franck et Alain, les médecins expliquent aux policiers que Freddy est, de toute évidence, régulièrement battu depuis sa plus tendre enfance et que son état actuel est très grave ; il doit être opéré. Entretemps, Vincent et Agathe enquêtent sur l'agression commise contre un homme retrouvé blessé en rue. L'agresseur, un Africain sans-papiers, déclare avoir répondu aux insultes d'un marchand de sommeil raciste.

## Épisode 10:Dopage
- Numéro : 46 (5.10)
- Scénaristes : Gilles-Yves Caro et Jean-Luc Nivaggioni
- Réalisateur : Christian Bonnet
- Première diffusion : 
  -  France : 16 novembre 2001 sur France 2
- Invités : Patricia Malvoisin : Louise Lambert, Alexandre Le Provost : le pompier
- Résumé : Les pompiers interviennent en urgence chez une femme car son amant, un jeune sportif, vient de faire une attaque cérébrale. C'est la troisième fois que cette dame les appelle au secours pour des raisons similaires, touchant à chaque fois un homme différent. Mise au courant, la police s'interroge : la dame empoisonnerait-elle ses amants ? La brigade découvre bientôt que tous fréquentaient la même salle de remise en forme. Entretemps, une femme, madame Rozenschweig, vient porter plainte pour un vol de bijoux à domicile. Une vitre a été brisée, mais de l'intérieur.

## Épisode 11:Spiritisme
- Numéro : 47 (5.11)
- Scénaristes : Bernard Jeanjean et Claire Lemaréchal
- Réalisateur : Gérard Vergez
- Première diffusion : 
  -  France : 23 novembre 2001 sur France 2
- Invités : Jean-Michel Vovk : Vatel, Raphaël Lenglet : Bleu
- Résumé : Un Albanais a été retrouvé blessé sur le chantier sur lequel travaille une entreprise de peinture, sous-traitante d'une grosse société de travaux publics. Le patron déclare que l'homme s'était introduit sur le chantier pour y dérober du matériel. Aqathe et Franck se rendent au chevet du blessé. L'épouse de celui-ci soutient qu'il travaillait pour le compte de cette entreprise. Entretemps, une femme est retrouvée accrochée à une corniche de façade. Alain parvient à éviter l'accident. La dame déclare s'être échappée de sa chambre où l'a enfermée son mari. Après enquête, il s'avère que la femme en question se ruine auprès d'un médium, pour parler à son fils décédé, et que son mari, en l'enfermant, essaie de limiter les frais.

## Épisode 12:Mauvais Traitements
- Numéro : 48 (5.12)
- Scénaristes : Bernard Jeanjean et Claire Lemaréchal
- Réalisateur : Gérard Vergez
- Première diffusion : 
  -  France : 30 novembre 2001 sur France 2
- Invités : Élodie Frenck : Brigitte Monceau, Luc Lavandier : Gigi, Isabelle Caubère : Melle Degrelle
- Résumé : Une mère divorcée porte plainte après un cambriolage qui s'est déroulé avec violence. Elle décrit chez son agresseur un tatouage particulier qui lui a sauté aux yeux. Vincent et Bernard appréhendent un individu qui pourrait correspondre, mais la plaignante ne le reconnaît pas. Plus tard, Agathe et Franck doivent s'occuper d'une vieille dame qui a dérobé du foie gras dans un magasin. La femme est couverte de traces de coups. Elle accuse sa voisine de chambre de la maison de repos où elle se trouve provisoirement. Les deux policiers s'y rendent. Bernard apprend qu’il gagne une forte somme au LOTO et organise un pot pour fêter cela au commissariat. Enfin Alain apprend qu’il a un cancer.